# Geas Sesto San Giovanni
Geas Sesto San Giovanni  - żeński klub siatkarski z Włoch. Został założony w 1981 w mieście Sesto San Giovanni.